# Świeża
Świeża (ros. Прoхлaднaя, trb. Prochładnaja, niem. Frisching) – rzeka w obwodzie królewieckim (Rosja). Całkowita długość ok. 65 km, wpada do Zalewu Wiślanego w pobliżu miejscowości Uszakowo.